# Katrin Schurich
Katrin Schurich (* 1970 in Salzburg) ist eine österreichische Theaterschauspielerin und -regisseurin.

## Leben
Schurich ist die Tochter der Schauspielerin  der Tochter Cordula Schurich. Sie besuchte das Musische Gymnasium Salzburg.

## Schauspielkarriere
Schurichs erste Rolle war mit 14 Jahren die des Gretchen in Georges Ourths Faust-I-Produktion. Fortan spielte 
Schurich im Ensemble der Elisabethbühne, wo sie auch zur Schauspielerin ausgebildet wurde.
Eine weitere frühe Rolle war die Eli in Das Gauklermärchen an der Seite von Prinz Jojo Harald Krassnitzer.
Seit 1988 spielte sie am E.T.A.-Hoffmann-Theater in Bamberg, am Salzburger Landestheater und am Schauspielhaus Salzburg.
2001 gründete sie das Theater und Netzwerk SCHWIMMERINNEN und wurde 2004 Preisträgerin des Autorenwettbewerbs Emscher Drama 03 mit Larvenhaut. 2007 war sie Teilnehmerin des Internationalen Forums der Berliner Festspiele.
Seit Juli 2016 leitet sie gemeinsam mit Beate Platzgummer das Theater Drachengasse in Wien und ist künstlerische und kaufmännische Leiterin des Theaters.

## Regiearbeiten
- 2004: Bier für Frauen von Felicia Zeller, WUK Wien
- 2005: Schieß doch, Kaufhaus! von Martin Heckmanns, ÖEA, Kosmos Theater Wien[1]
- 2005: Mein junges idiotisches Herz von Anja Hilling, ÖEA, Kosmos Theater Wien
- Das neue Europa von Bernhard Studlar
- Parole e morte von Juan García Rodríguez
- 2006: Goldfischen von Jan Neumann, ÖEA, Theater Drachengasse Wien
- 2006: Die sieben Tage des Simon Labrosse von Carole Fréchette, ÖEA, Theater Drachengasse Wien
- 2007: Die Dummheit von Rafael Spregelburd, ÖEA, Kosmos Theater Wien[2]
- 2008: Truckstop von Lot Vekemans, ÖEA, Theater Drachengasse Wien
- 2009: Genannt Gospodin von Philipp Löhle, ÖEA, Theater Drachengasse Wien
- 2011: Fracht (Nautisches Denken I-IV) von Ulrike Syha, ÖEA, Theater Drachengasse Wien
- 2011: Herr Schuster kauft eine Straße von Ulrike Syha, ÖEA, Theater Drachengasse Wien
- 2011: Villa Dolorosa von Rebekka Kricheldorf, ÖEA, Kosmos Theater Wien[3]